# Lederke
Lederke ist ein im  Mittelalter wüst gefallener Ort westlich von Brilon.

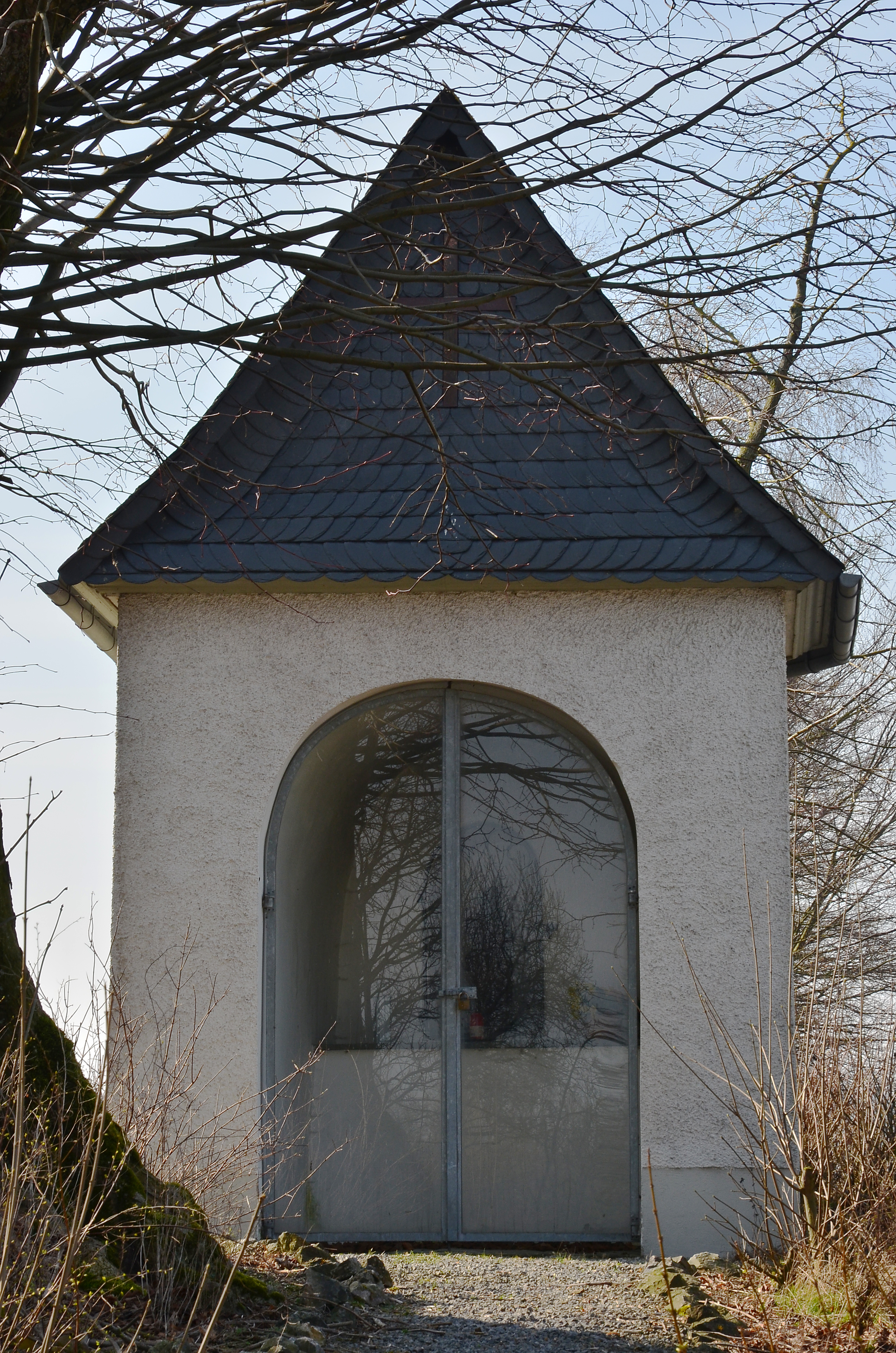
Johanneshäuschen

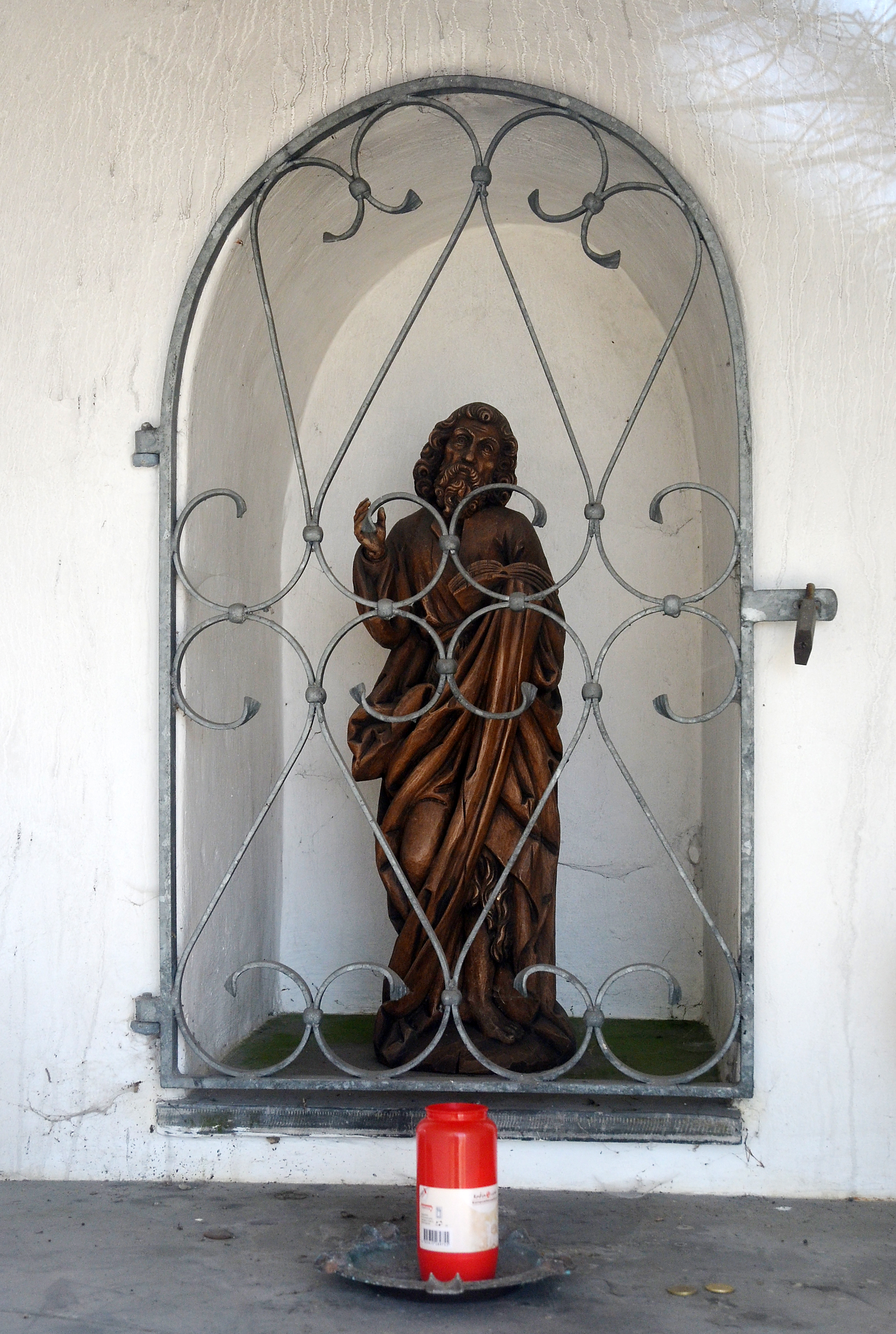
Johannes in der Kapelle

In Urkunden wird der Ort auch als Ledrike oder Ladricum erwähnt. Das Dorf lag zwischen Brilon und Altenbüren. Einzig erhaltenes Gebäude ist das Johanneshäuschen, eine kleine Kapelle. Die Ostwand ist mit einer vergitterten Rundbogenöffnung versehen. Der Fachwerkgiebel wurde verschiefert.  Diese steht wahrscheinlich an der Stelle einer mittelalterlichen Kirche. Bei Ausschachtungen in der Nähe wurden Skelette entdeckt, also ein Hinweis auf einen Friedhof.
Lederke bestand aus einem Haupthof mit vier dazugehörigen Bauerngütern. Unter diesen war der sogenannte Lütken Hof, der um 1300 nachgewiesen ist. Ebenso standen hier zwei Mühlen. Eine von diesen wurde am 11. März 1324 von Dechant Degenhard zu Meschede als Emphyteuse an Gottfried Gerbracht, der danach von der Mühlen hieß, verliehen. Der Pachtpreis betrug 18 Schillinge. Ebenso gehörten drei Lehensgüter der Arnsberger Grafen zum Ort.
Gottfried von Lederke und Joh. von Lederke wurden 1277 und 1294 als Briloner Ratsherren genannt. Ansässig war auch ein Ritter Swicker von Brilon, der im Zusammenhang mit einem Lehen der Burg Aldenfils erwähnt wurde.
Der Ort ist wie viele andere Orte im späten Mittelalter dem großen Wüstungsprozess zum Opfer gefallen. Es hat sich dabei wohl um einen schleichenden, langsamen Vorgang gehandelt. Dieser setzte um 1300 ein. Über die Gründe für das Verlassen des Ortes gibt es unterschiedliche Theorien. Genannt wurde etwa die Anziehungskraft der Stadt Brilon oder des Ortes Altenbüren. Für 1656 ist eine Prozession von Brilon zum Johanneshäuschen genannt, diese fand jährlich bis 1900 als Schützenprozession statt.
Eines der vier Stadttore in Brilon (Lederker Tor oder oberes Tor) wurde nach dem Ort bezeichnet, die Ausfallstraße führte über Lederke nach Altenbüren.